# Pedro Laxalt
Pedro Laxalt cuyo nombre completo era Pedro Ascarateil Laxalt (San Juan de Luz, Aquitania, Francia; 13 de mayo de 1900- Buenos Aires, Argentina; 31 de agosto de 1963) fue un actor de cine, radio, teatro y televisión vascofrancés nacionalizado argentino.

## Carrera
Popularizó su nombre en el interior y su figura aportenada, sus conocimientos en mitología tanguera , en la calle Corrientes angosta. Se inicia en giras por el interior con Félix Blanco y Marcela Waiss; es galán con Angelina Pagano y Blanca Podestá.
Trabajó en el teatro, y así el 1° de febrero de 1930 integró el elenco de la compañía Esther Da Silva que representó la pieza El gaucho Cubillos en el Teatro de Verano en la ciudad de Mendoza.
En radiofonía se recuerda su labor en radioteatro en pareja con Claudia Fontán.
Su única aparición en televisión fue en 1954, junto a Leo Alza, en el programa El vengador, primer trabajo para ese medio del guionista Emilio Villalba Welsh.
Al caer derrocado el general Juan Domingo Perón integró junto a Francisco Armisén, Pascual Nacaratti, Ángel Boffa, Iván Grondona, Julián Bourges, Alfredo Noli, Mario Faig, Claudio Martino, Luis Capdevila, Pedro Tocci y Pablo Racioppi la comisión provisional que dirigió la Asociación Argentina de Actores hasta que fue intervenida por el nuevo gobierno.A comienzos de 1950 fue secretario de la Subcomisión de la Asuntos Gremiales de la Asociación Argentina de Actores.

## Premios
Entre sus trabajos en cine se destaca el cumplido en Las aguas bajan turbias (1952) que le valió el premio de la Asociación de Cronistas Cinematográficos de la Argentina al mejor actor de reparto de 1952 y el premio Cóndor Académico a la mejor actuación destacada masculina de 1952 que le otorgó la Academia de Artes y Ciencias Cinematográficas de la Argentina.

## Fallecimiento
El sábado 3 de agosto de 1965 el actor se encontraba caminando por la calle junto a su esposa, cuando se encontró con una perrita que había sido atropellada momentos antes, cuando intentó a auxiliarla y en un descuido de ambos, ésta lo mordió. Laxalt, preocupado, decidió ir inmediatamente al Instituto Pasteur donde comenzó el consabido tratamiento preventivo con la vacuna antirrábica. El médico de guardia que lo trató dispuso la aplicación de suero antirrábico en ocho inyecciones; pero a la tercera, el veterano actor tuvo una violentísima reacción alérgica cayendo en un coma irreversible que lo mantuvo inconsciente veinte días en el Hospital Muñiz. Una de las hipótesis fueron las malas condiciones de las vacunas. El actor Pedro Laxalt falleció el 31 de agosto de ese año. Tenía 65 años. Dos años después se estrenó de manera póstuma su última película, Lujuria tropical  con Isabel Sarli

## Filmografía
- Lujuria tropical (1965)
- Pelota de cuero (1963)
- La terraza (1963) .... Igarzabal
- Detrás de la mentira (1962) ...Carmelo Roca
- El bruto (1962)
- Quinto año nacional (1961)
- Piel de verano (1961) .... Alberto
- India (1960) ...Comisario Marini
- Simiente humana (1959)
- Zafra (1959)
- Una cita con la vida (1958)
- Livets vår o Primavera de la vida (1958) .... Sr. Fernández
- La sombra de Safo (1957) .... Dr.Salinas
- Más allá del olvido (1956)
- Después del silencio (1956) ...Comisario Blanco
- Marianela (1955)
- La Tierra del Fuego se apaga (1955)
- Caídos en el infierno (1954) ...Dr. Mateo
- El último cowboy (1954)
- El hijo del crack (1953) ...El suicida
- Las aguas bajan turbias (1952) …Rufino Peralta
- Marido de ocasión (1952)
- Hombres a precio (1950)
- Campeón a la fuerza (1950)
- El cielo en las manos (1950) ...Juan
- Ángeles de uniforme (1949)
- Su última pelea (1948)
- El jugador (1947)
- Allá en el setenta y tantos (1945)
- Se abre el abismo (1945) ...Dr. Morales
- Los apuros de Claudina (1940)
- Divorcio en Montevideo (1939)
- Los locos del cuarto piso (1937)
- Nobleza gaucha (1937)
- Fuera de la ley (1937) .... Roberto Achával
- Los muchachos de antes no usaban gomina (1937) .... Jorge Rosales
- Sombras porteñas (1936)